# Ecnomus digitatus
Ecnomus digitatus is een schietmot uit de familie Ecnomidae. De soort komt voor in het Oriëntaals gebied.